# Nannoniscus arctoabyssalis
Nannoniscus arctoabyssalis là một loài chân đều trong họ Nannoniscidae. Loài này được Just miêu tả khoa học năm 1980.